# Asynchronous Serial Interface
L'Asynchronous Serial Interface, o ASI, (dall'inglese interfaccia seriale asincrona) è un formato di streaming dei dati, impiegato per i segnali televisivi digitali compressi, prevista dalle specifiche dello standard DVB. È solitamente utilizzata per trasportare dati all'interno di un flusso MPEG-2 transport stream flussi di dati (MPEG-TS).

## Aspetti tecnici
Dal punto di vista elettrico, la ASI è progettata per essere completamente compatibile con l'interfaccia SDI: collegamenti unidirezionali, segnale di 800 mV picco-picco e bitrate di 270 Mbit/s. Le strutture di instradamento e distribuzione già esistenti possono essere utilizzate per entrambi i segnali.
Esistono due formati di trasmissione comunemente usati dall ASI, uno a 188 byte (più comune) e uno a 204 byte.
Un pacchetto di 188 byte è costituito da:
- Header di 4 byte, di cui il primo di sincronismo
- Video attivo di 184 byte

La lunghezza di 188 byte consente la compatibilità con la struttura ATM; Una cella ATM è
infatti costituita da 5 byte di header, 1 byte di servizio e 47 byte di carico utile, quindi quattro celle (4×47 byte), corrispondono esattamente ai 184 byte del video attivo di un pacchetto del transport stream.
Il pacchetto di 204 byte comprende la struttura di 188 byte più 16 byte per la protezione del flusso tramite un codificatore Reed Solomon.